# Orpharion
L'orpharion (o orpheoreon) era uno strumento a corde rinascimentale attribuito all'invenzione del liutaio inglese John Rose nel 1581 e del quale sono sopravvissuti solo pochi esemplari. Il suo nome nasceva dalla fusione dei nomi di due miti greci: Orfeo e Arione.
Da un punto di vista organologico faceva parte della famiglia della cetra rinascimentale. La sua forma era leggermente più stretta della bandora. Montava delle corde di metallo (acciaio od ottone) che venivano accordate come quelle del liuto in sol e pizzicate con le dita. Per questa ragione, venne usato coma alternativa timbrica al suono ovattato del liuto, che all'epoca montava corde di budello, mantenendone la stessa accordatura delle 8 doppie corde:
La cordiera era obliqua, con la parte ascendente rivolta verso le corde acute, allo scopo di migliorare l'intonazione dello strumento. Anche il ponticello era inclinato, ma nel senso opposto. I tasti erano leggermente scavati per migliorare l'intonazione.